# Daïra de Boufarik
La daïra de Boufarik est une daïra d'Algérie située dans la wilaya de Blida et dont le chef-lieu est la ville éponyme de Boufarik, ⴱⵓ ⴼⴰⵔⵉⴽ, Bu Farik.

## Communes de la daïra
La daïra est composée de trois communes : Boufarik, Soumaa et Guerouaou.

## Géographie
| Daïra d'Oued Alleug                      | Daïra de Birtouta (Wilaya d'Alger) |                  |
| Daïra d'Ouled Yaïch, Daïra d'Oued Alleug | Daïra de Boufarik                  | Daïra de Bouinan |
| Daïra d'Ouled Yaïch                      | Daïra d'Ouled Yaïch                |                  |